# Géant Casino
Géant Casino ("Géant" är franska för jätte) är en europeisk stormarknadskedja baserad i Frankrike. Géant Casino har runt 113 stormarknader runt världen. Konceptet är att ha ett brett sortiment samlat under ett tak. Géant Casino är den femte största stormarknadskedjan i världen och den näst största i Frankrike, efter Groupe Carrefour. Géant Casino ingår i Groupe Casino-koncernen.